# خالد منیر
خالد منیر (عربی: خالد منير أبو بكر مزيد؛ زادهٔ ۲۴ فوریهٔ ۱۹۹۸) بازیکن فوتبال اهل قطر است.
از باشگاه‌هایی که در آن بازی کرده‌است می‌توان به باشگاه ورزشی الدحیل و باشگاه ورزشی الوکره اشاره کرد.
وی همچنین در تیم‌های ملی فوتبال زیر ۲۳ سال قطر، و قطر بازی کرده‌است.